# Accademia delle Arti dello Spettacolo di Praga
L'Accademia delle Arti dello Spettacolo di Praga (in ceco Akademie múzických umění v Praze) è una scuola di Praga, nella Repubblica Ceca, specializzata nello studio di musica, danza, teatro, cinema, televisione e multimedialità. L'Accademia è composta da tre facoltà: quella di cinema (o FAMU), quella di musica e danza e quella di teatro. 
L'Accademia delle Arti Performative di Praga venne fondata nel 1945.